# Mohammed Jamal (cầu thủ bóng đá, sinh 1989)
Mohammed Jamal (Arabic:محمد جمال) (sinh ngày 22 tháng 7 năm 1989) là một cầu thủ bóng đá người Các Tiểu vương quốc Ả Rập Thống nhất. Hiện tại anh thi đấu cho Hatta.